# Martin Thust
Martin Thust (* 13. Januar 1892 in Breslau, Provinz Schlesien; † 11. Dezember 1969 in Nagold, Baden-Württemberg) war ein deutscher Pfarrer, Mathematiker, Philosoph und Theologe.

## Leben und Wirken
Martin Thust entstammte einer Fabrikantenfamilie. Nach dem Abitur studierte er Mathematik an der Universität Göttingen, Philosophie an der Albert-Ludwigs-Universität in Freiburg im Breisgau sowie Evangelische Theologie an der Eberhard Karls Universität in Tübingen und an der Universität Breslau.
Von 1924 bis 1931 verfasste er die Schrift „Der Dichter des Religiösen; Grundlagen eines Systems der Subjektivität über Søren Kierkegaard“, das 1931 veröffentlicht wurde. 1930 promovierte er an der Universität Breslau; 1933 folgte die Habilitation. Im Sommersemester sollte er den Lehrstuhl für Systematische Theologie übernehmen. Da er der Bekennenden Kirche angehörte und nicht den die Nationalsozialisten unterstützenden Deutschen Christen, wurde er aus politischen Gründen suspendiert und strafversetzt.
Später übernahm er verschiedene pfarramtliche Dienste. Von 1935 bis 1946 war er Pfarrer der Gemeinde Langenau im Kreis Löwenberg. Von dort wurde er durch die polnische Besatzungsmacht vertrieben und in einem Umsiedlerlager untergebracht. Danach arbeitete er kurze Zeit als Pfarrer in einem Leipziger Gemeindebezirk. Von dort floh er in den Westen.
An eine Stelle an der Theologischen Fakultät der Universität Tübingen war nicht zu denken, da er der Herrnhuter Brüdergemeine angehörte, die in Tübingen nicht gelitten war. Deshalb bewarb er sich als Pfarrer bei der Evangelischen Landeskirche in Württemberg, die ihm eine Pfarrstelle in Holzgerlingen zuwies. Dort war er Pfarrer von 1947 bis zum Eintritt in den Ruhestand im Sommer 1960. Da der Übergang an seinen Nachfolger nicht nahtlos möglich war, verwaltete er die Pfarrstelle weiter, bis Pfarrer Theodor Kühnle mit seiner Familie eintraf. Im September 1960 zog er nach Nagold, wo er seinen Ruhestand verlebte. Er starb am 11. Dezember 1969 und wurde auf dem Tübinger Bergfriedhof beigesetzt.

## Würdigung
Thust galt als ein begnadeter Seelsorger und brillanter Prediger. Für den Umgang mit der Jugend war er hingegen nicht so begabt. Wenige in der Württembergischen Landeskirche wussten um seine umfassende Bildung und seine akademische Lehrbefugnis. Viele empfanden seine Predigten damals als „zu hoch“. Mitunter sollen sich seine Predigten über die Zuhörer hinweg zu theologischen Abhandlungen ausgeweitet haben. Auf der anderen Seite gelang ihm aber auch, mit einfachen Gesten verständlich zu vermitteln, worum es ihm ging. Dass er seine Predigten meist auf stundenlangen samstäglichen Spaziergängen erarbeitete und sie dann am Sonntag im Gottesdienst auf der Kanzel aus dem Kopf vortrug, daran wird auch künftig erinnert. Der Gemeinderat hat nämlich beschlossen, den Verbindungsweg von der Turmstraße ins Neubaugebiet Hülben Pfarrer-Martin-Thust-Weg zu nennen.